# Lainzerbach
Der Lainzerbach, auch Lainzer Bach, ist ein Bach im 13. Wiener Gemeindebezirk Hietzing. Er ist ein Zubringer des rechten Wienflusssammelkanals und wird teilweise als Bachkanal geführt.

## Verlauf
Der Lainzerbach hat in seinem zunächst oberirdischen Verlauf eine Länge von 3830 m bei einer Höhendifferenz von 110 m. Sein Einzugsgebiet ist 3 km² groß.

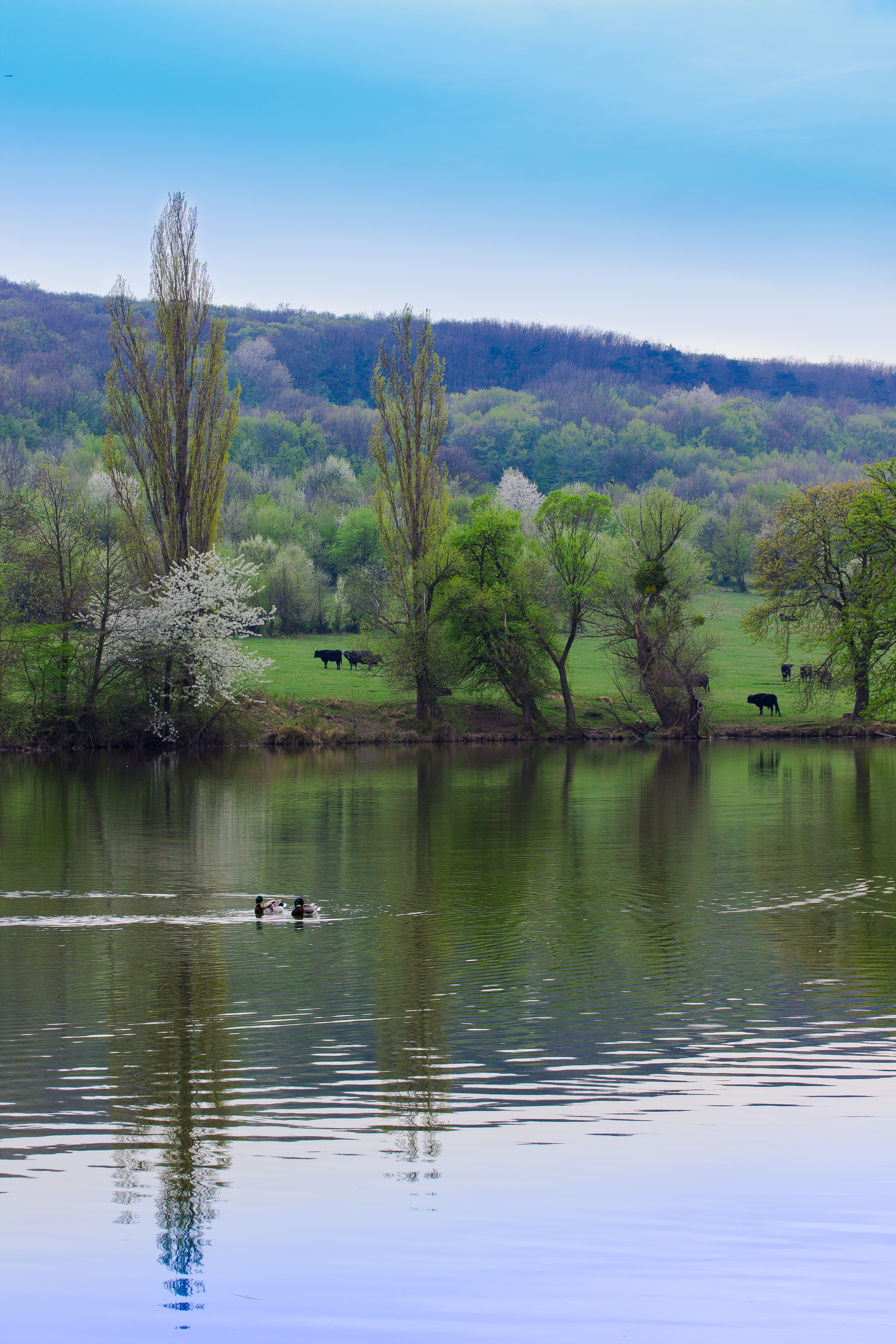
Hohenauer Teich

Der Bach entspringt im Naturschutzgebiet Lainzer Tiergarten im Wienerwald. Dort durchfließt er den 1,5 ha großen Hohenauer Teich, in den linksseitig der Vösendorfer Graben mündet. In seinem naturnahen Oberlauf verläuft der Lainzerbach durch ein schmales Kerbtal, das sich dann ausweitet. Der Oberlauf durch den Inzersdorfer Wald bis zum Hohenauer Teich wird auch als Inzersdorfer Graben bezeichnet.
Noch im Lainzer Tiergarten folgt als linker Nebenbach der Katzengraben, der gelegentlich als alternativer Oberlauf des Lainzerbachs genannt wird. Außerhalb der Tiergartenmauer verläuft der Bach parallel zur Lainzerbachstraße anfangs weiterhin oberirdisch. Dabei durchfließt er den Lainzer Teich in der 1990 so benannten Lainzerbachwiese. In geologischer Hinsicht befindet sich der Bach in Flysch. Er durchläuft Santon-Campan-Schichten und roten Cenoman-Tonschiefer.

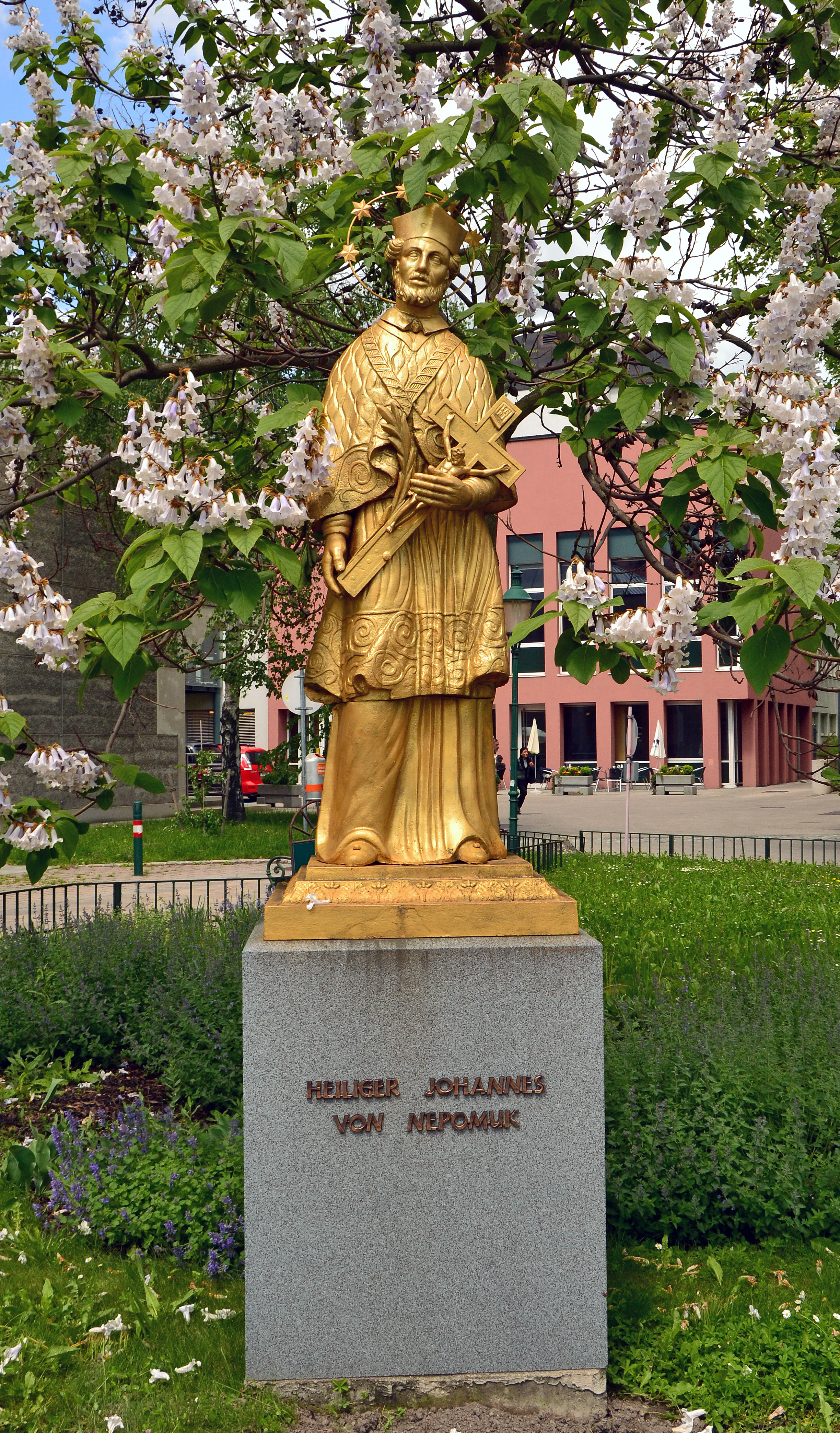
Statue des Brückenheiligen Johannes Nepomuk an der (heute unterirdischen) Einmündung des Lackenbachs in den Lainzerbach

Durch die Bezirksteile Speising, Lainz und Hietzing verläuft der Lainzerbach als 3.818 m langer Bachkanal. Das Spülbecken bei seinem Einlaufbauwerk bei der Ebersberggasse fasst 600 m³. Der Bachkanal folgt der Speisinger Straße und dem Bogen der Lainzer Straße um den Küniglberg. Er nimmt unterirdisch den Lackenbach auf. Der 4 bis 8 m tiefe Lainzerbach-Kanal weist ein Gefälle von 6, 8 und 15 ‰ auf. An der Kreuzung der Dommayergasse und des Hietzinger Kais mündet der Lainzerbach unterirdisch in den rechten Wienflusssammelkanal.
Die Wasserführung des Lainzerbachs schwankt stark. Der mittlere Abfluss (MQ) im oberirdischen Abschnitt beträgt weniger als 0,01 m³/s, während bei einem Jahrhunderthochwasser 17,0 m³/s erreicht werden. Es besteht eine geringe Gefahr von Überflutungen. Im Fall eines Jahrhunderthochwassers sind in geringem Ausmaß Infrastruktur, jedoch keine Wohnbevölkerung betroffen.

## Geschichte
Der Lainzerbach verlief vor der Errichtung des Bachkanals vollständig offen. In Lainz und Speising war er bereits Mitte des 18. Jahrhunderts, beispielsweise durch eingeleitete Entwässerungsgräben, von Menschen beeinflusst. Er mündete nicht unmittelbar in den Wienfluss, sondern in den später zugeschütteten Mariabrunner Mühlbach. Der Hohenauer Teich wurde in der Zeit zwischen 1780 und 1825 künstlich angelegt. Bei Speising erfolgten eine Umleitung des Lainzerbachs in einen weiter von den Siedlung entfernten Bewässerungskanal und eine Einleitung des vom Rosenhügel kommenden Rosenberggrabens.
Begleitet von starkem Siedlungswachstum wurden bis 1875, neben weiteren Regulierungen, in den Ortschaften Lainz und Hietzing erste unterirdische Abschnitte erbaut. Der untere, 2194 m lange Abschnitt des Bachkanals wurde 1895 und 1900 errichtet. Der obere, 1624 m lange Abschnitt wurde von 1904 bis 1910 eingewölbt. Nach dem Ersten Weltkrieg wurde der Lainzerbach im Bereich der Siedlungen im Lainzer Tiergarten hart verbaut. Der Lainzer Teich führte nunmehr permanent Wasser.
Der oberirdische Bachlauf zwischen Lainzer Teich und Glawatschweg wurde von 1994 bis 1998 mittels Rückverbauungen renaturiert. Im Jahr 2012 folgten weitere Rück- und Umbauten bis zum Einlaufbauwerk des Bachkanals. Der Lainzer Teich wurde 2017 im Rahmen von Sanierungsarbeiten ausgebaggert.

## Ökologie
In seinem Oberlauf fließt der Lainzerbach durch ein dichtes Waldgebiet. Flussabwärts des Hohenauer Teichs wachsen Streifen naturnaher Schwarz-Erlen-Eschen-Auwälder. Im unteren Abschnitt seines oberirdischen Verlaufs weist der Bach nur eine mäßige Wasserqualität auf. Der Hohenauer Teich und der Lainzer Teich sind eutrophe Gewässer. Im Bereich außerhalb des Lainzer Tiergartens wurden in den 1990er Jahren einige Köcherfliegen-Arten beobachtet, die auf der Roten Liste gefährdeter Arten Österreichs standen: Synagapetus moselyi, Lithax obscurus, Tinodes pallidulus, Athripsodes bilineatus, Athripsodes albifrons und Micropterna lateralis.

## Brücken

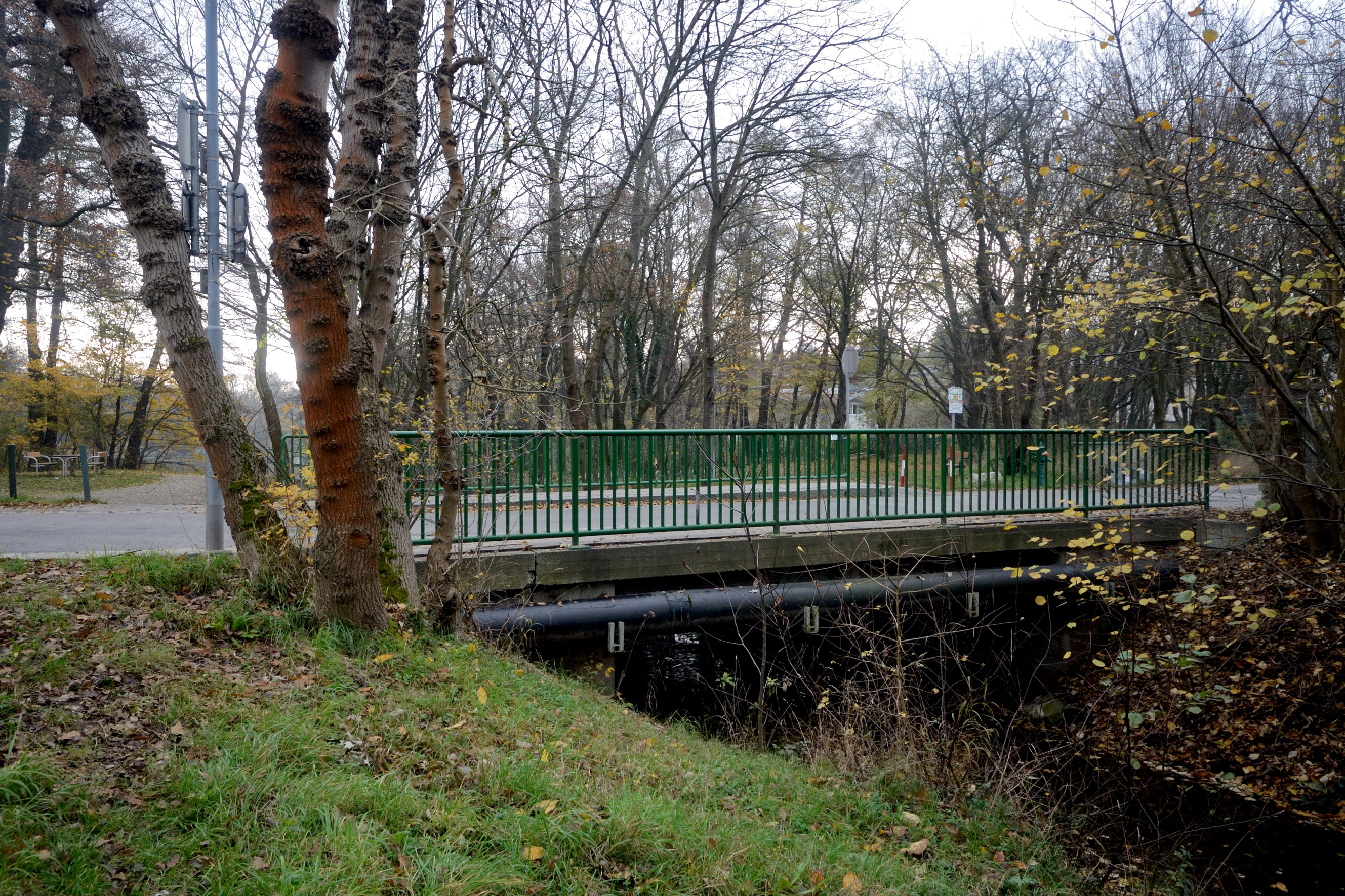
Treumannbrücke

Der Lainzerbach wird von folgenden Brücken gequert, gereiht in Fließrichtung:
- Treumannbrücke: Die 7 m lange und 9 m breite Stahlbeton-Straßenbrücke der Treumanngasse wurde 1952 erbaut.
- Waldemarsteg: Die 9 m lange und 3 m breite Stahlbeton-Fußgeherbrücke des Waldemarwegs wurde 1959 erbaut.
- Glawatschsteg: Die 9 m lange und 3 m breite Stahlbeton-Fußgeherbrücke des Glawatschwegs wurde 1959 erbaut.
- Kalmanbrücke: Die 10 m lange und 8 m breite Stahlbeton-Straßenbrücke der Kalmanstraße wurde 1953 erbaut.
- Schoberbrücke: Die 11 m lange und 12 m breite Beton-Straßenbrücke der Dr.-Schober-Straße wurde 1942 erbaut.[12]